# Bombardamenti di San Benedetto del Tronto
bombardamenti di San Benedetto del Tronto furono una serie di attacchi aerei eseguiti dagli Alleati sulla città adriatica durante la Seconda guerra mondiale.

## Contesto
Negli ultimi anni della seconda guerra mondiale, successivi all’armistizio si verificò a San Benedetto un episodio che portò alla costituzione di una delle prime bande partigiane della zona. Un treno pieno di militari tedeschi erano fermo presso la Stazione di San Benedetto del Tronto, in quel momento ci furono alcuni bambini, che attratti dal fatto che i militari stessero consumando la loro razione di cibo, i bambini chiesero loro del pane, i Tedeschi infastiditi lanciarono loro una bomba a mano per allontanarli. Il treno fermo in un binario morto di fronte alla caserma della Guardia di Finanza, nella quale era presente il tenente Gian Maria Paolini, da poco sbarcato a San Benedetto del Tronto, proveniente da Sebenico. Paolini si pose alla testa di un gruppo di soldati e attaccò il convoglio che, tuttavia, stava già ripartendo. Nello scontro rimase ferito un tedesco che morirà dopo alcuni giorni in ospedale. Da quel momento riusciva a radunare giovani sambenedettesi iniziarono a raccogliere e procurare del materiale bellico che prima fu nascosto nella prima collina appena fuori San Benedetto, quando ci furono i primi rastrellamenti dei Tedeschi, si spostarono vero l'interno nei pressi di Rotella.
Le azioni principali si verificarono il 8 settembre, il 12 ottobre e 27 novembre del 1943 e il 15 marzo 1944, causando la morte di 29 persone e la distruzione di 69 case, 285 gravemente danneggiate e 1378 lievemente danneggiate. Ci furono altri 9 morti conseguenza non diretta dei bombardamenti ma riguardante il contesto bellico.

## L'attacco del 8 settembre
La città di San Benedetto è stata particolarmente colpita dai bombardamenti, per la presenza del porto che rappresentava uno snodo strategico per le operazioni militari. L'8 settembre 1943, ci furono i primi bombardamenti da parte degli alleati e i primi sfollamenti per evitarli e, successivamente, soprattutto nel mese di ottobre, quando i bombardamenti erano quotidiani, il totale sfollamento nei paesi dell’entroterra: Acquaviva Picena (dove si trasferirono circa 4.300 sambenedettesi), Monteprandone, Ripatransone, Offida o nelle campagne circostanti. Vennero chiusi i due Ospedali trasferiti a Monteprandone, il Comune cessò le sue funzioni e le scuole furono spostate a Monsampolo del Tronto.

## Gli attacchi del 13 e del 21 ottobre
Aerei caccia bombardieri in pattugliamento armato mitragliarono il litorale e nel voler colpire la stazione ferroviaria sganciarono delle bombe che finirono su alcune case e magazzini. nel primo pomeriggio del 21 ottobre dei caccia bombardieri presero di mira il porto colpendo a morte 4 persone.

## L'attacco del 27 novembre
Il 27 Novembre 1943 il vecchio incasato, come tutta la città di San Benedetto, subì un pesante bombardamento aereo dalle forze alleate. Il bombardamento avvenne per errore i 12 North American B-25 Mitchell dovevano recarsi a Civitanova Marche, invece arrivarono a San Benedetto dove ci fu un massiccio bombardamento che riguardava le zone del Paese Alto, il torrente Albula e la zona confinante con Grottammare. Le forze alleate erano intenzionate a far saltare in aria delle batterie tedesche piazzate in prossimità dell’immediata collina di San Benedetto, effettuarono un violento bombardamento.  Gran parte del Paese Alto venne distrutto, il mercato ittico venne gravemente danneggiato e di conseguenza venne chiuso, ci furono tanti feriti e 25 morti e oltre cento feriti, a cui va aggiunto un numero imprecisato di morti tra i soldati tedeschi. Tutti i sambenedettesi che non erano ancora sfollati, e soprattutto quelli che si erano rifugiati al Paese Alto e al quartiere Ponterotto, presero ad incamminarsi verso Acquaviva Picena.

## Le stragi naziste
- Il 28 novembre 1943 a bordo di motocarrozzette, giunsero a San Benedetto del Tronto cinque soldati tedeschi, si recarono presso un deposito di beni alimentari per fare razzia di quello che potevano portare via. Il maresciallo maggiore Luciano Nardone, affrontò i tedeschi ordinando loro di riconsegnare i viveri. Nacque uno scontro armato, nel quale il maresciallo Nardone rimase ucciso, in quei istanti giunse davanti al deposito il carabiniere Isaia Ceci, in aiuto del collega, ma fu ucciso anche lui, in seguito ad una raffica che lo colpirono a morte.[7]
- Il 4 gennaio 1944, nella località Porto d'Ascoli in contrada Ragnola, ci fu l'uccisione di Guido Sgattoni, che insieme ai suoi famigliari rimasero a custodire la loro casa colonica, un nucleo di soldati si era presentato in cerca di viveri da razziare ma l’incursione era stata sventata. Durante la notte tornarono nell'abitazione della famiglia Sgattoni, per fare razzia. Quando se ne andarono Guido Sgattoni aveva deciso di recarsi presso il vicino comando per chiarire la situazione, ma durante il cammino ci fu l'aggressione da parte dei tedeschi, Sgattoni rimase ferito gravemente e moriva poche ore dopo.[8]
- Il 12 giugno 1944 i tedeschi, a ridosso della ritirata, depredano e saccheggiano la città. In via Madonna della Pietà, nel quartiere Ponterotto di San Benedetto del Tronto, furono uccisi il Brigadiere dei carabinieri, Elio Fileni, Neutro Spinozzi e Salvatore Spinozzi.[9]

## Arrivo degli alleati e liberazione della città

Liberazione di San Benedetto, l’entrata in città delle truppe alleate

Il 18 giugno 1944, dopo 144 bombardamenti aerei e sei cannoneggiamenti navali che hanno devastato la città nella seconda guerra mondiale, San Benedetto viene liberata dal corpo di spedizione polacco.

## La strage dei bambini
Il primo aprile del 1949, quattro bambini che recuperarono materiale bellico in una grotta del monte di Bruciccio, che scambiarono per pezzi di ferro da poter rivendere, li portarono nelle loro rispettive case, invece erano ordigni che un gruppo di partigiani aveva nascosto lì qualche anno prima, all’epoca in cui seguivano sulle colline l’arretramento del fronte nazista. Nessuno tornò a recuperare quelle granate che rimasero lì per almeno cinque anni. Fu una strage, la più drammatica, a San Benedetto, dal dopoguerra a oggi. Il boato che uccise quattro bambini fece tremare tutto il centro cittadino.

## Bonifiche e ritrovamenti
Un numero imprecisato di bombe inesplose ha causato nel tempo diverse operazioni di sgombero per disinnescare gli ordigni ritrovati nel corso di scavi o lavori.
Nel 2008, in cantiere edile fu rinvenuto un ordigno, per permettere la rimozione della spoletta, sono state sgomberate le intere aree di due quartieri "Sant'Antonio" e "Marina di sotto": l'ordigno è stato poi fatto brillare nella cava di ghiaia di Sant'Andrea, a Cupra Marittima.
Nel maggio 2020, un ordigno bellico è stato rinvenuto nel parco di "Villa Laureati", fatto poi brillare pochi giorni dopo il ritrovamento.
Nell'ottobre 2023, durante i lavori di ristrutturazione del parcheggio presso la Stazione di San Benedetto del Tronto, su rinvenuto un ordigno bellico inesploso, privo di spoletta, della seconda guerra mondiale, fu rimosso in seguito.A distanza di pochi giorni, duranti i lavori di scavo fra i tarritori di San Benedetto del Tronto e Monteprandone, è stata rinvenuta una bomba a mano SRCM Mod. 35.

## Memoria

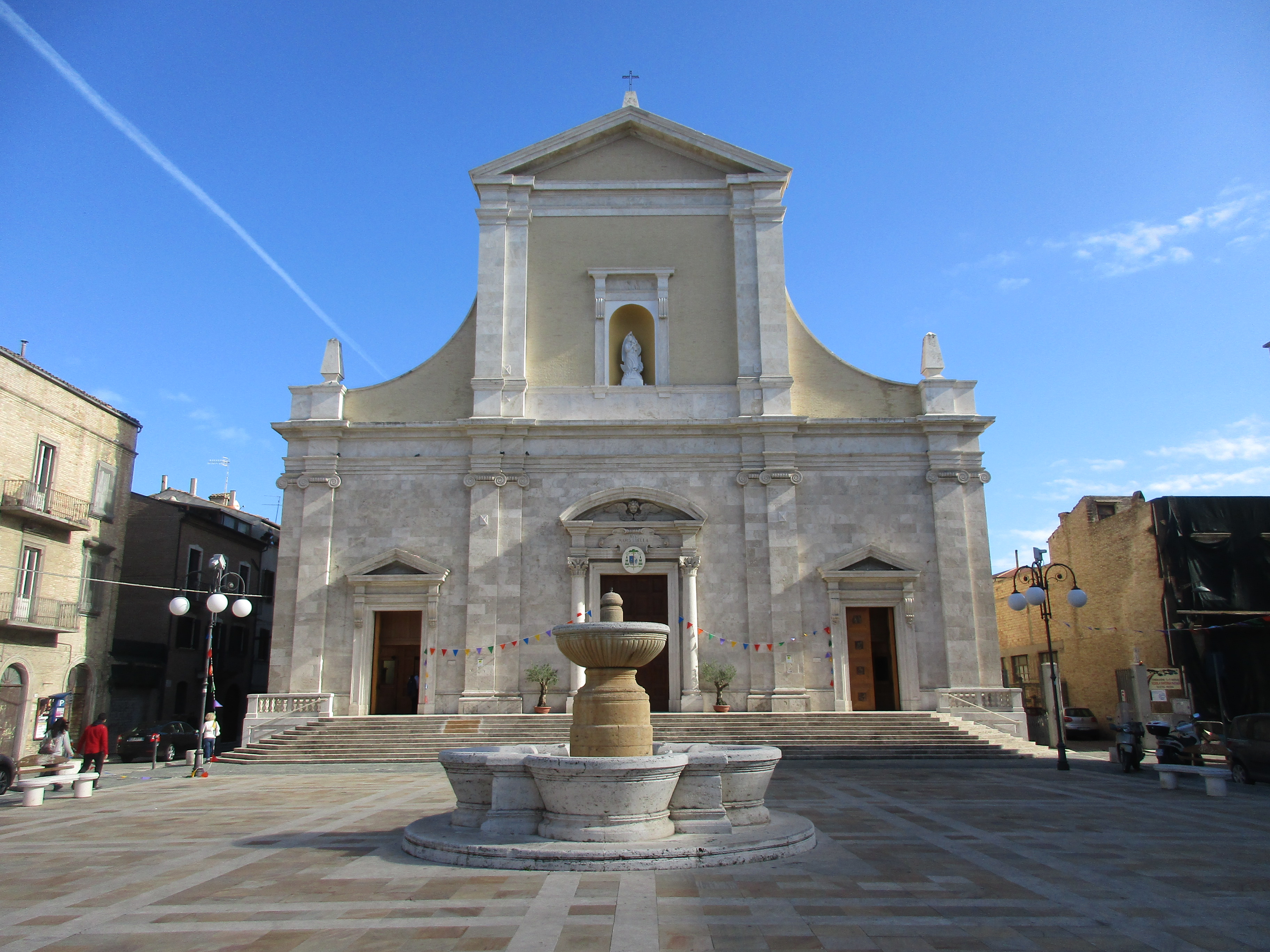
Vista di piazza Nardone con la Cattedrale di Santa Maria della Marina

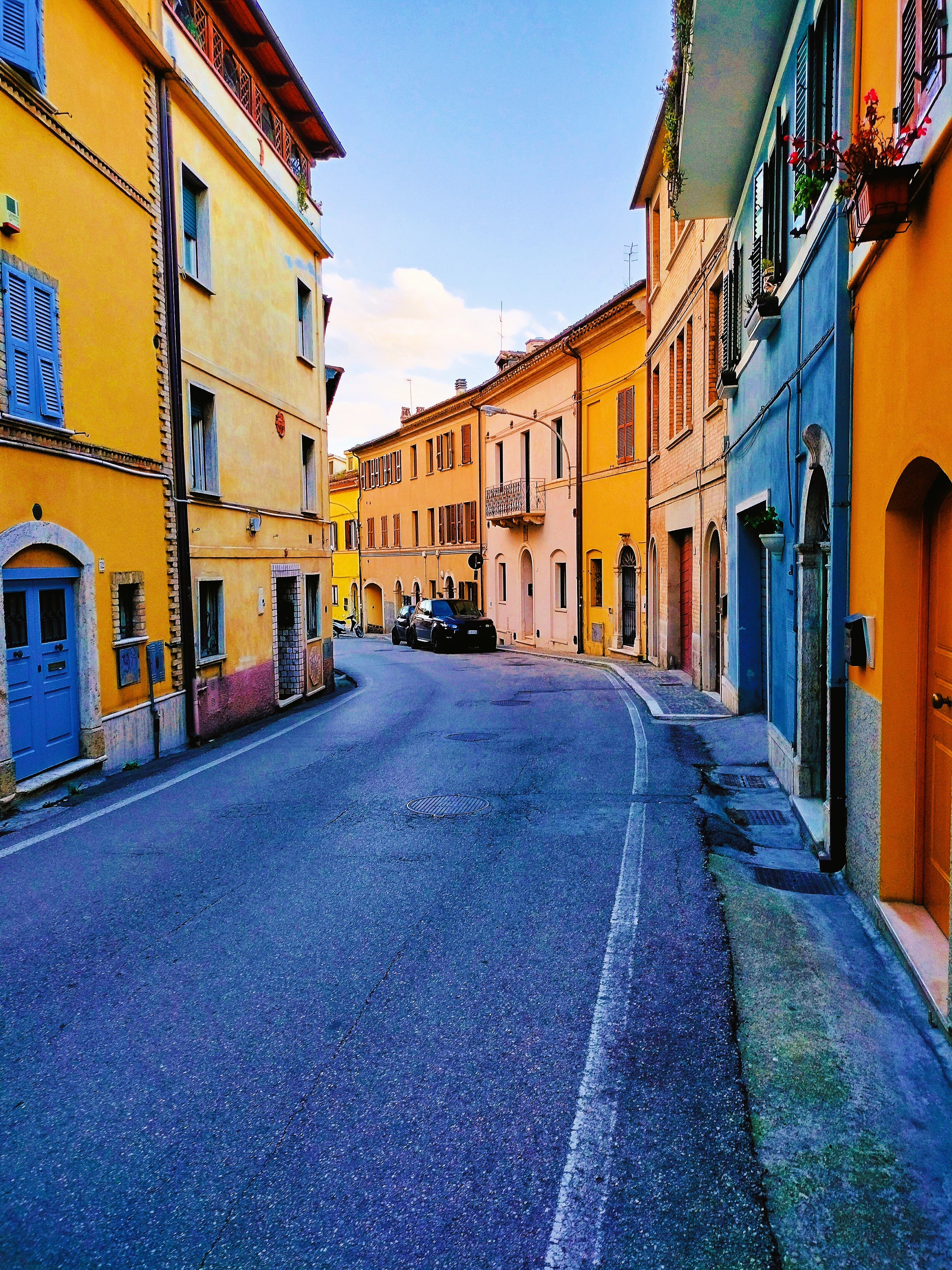
Tratto di Via Elio Fileni

In memoria del tragico bombardamento del 27 novembre del 1943, è stata dedicata una via presso il Paese Alto. In memoria delle stragi naziste del 28 novembre 1943, è stata dedicata al maresciallo maggiore Luciano Nardone, la piazza antistante la Cattedrale di Santa Maria della Marina.Nell'nell’omonima piazza è presente un monumento in memoria di Luciano Nardone e Isaia Ceci.
A Guido Sgattoni è stata dedicata una via nel quartiere Ragnola.
A Elio Fileni, è stata intitolata una via presso il quartiere Paese Alto. A Elio Fileni, Neutro Spinozzi e Salvatore Spinozzi una stele in Via della Resistenza, quartiere Ponterotto.
Il 27 novembre 2008, per il 65º anniversario del bombardamento del 27 novembre 1943, presso la scuola elementare "De Carolis" di Acquaviva Picena, è stata apposta una targa commemorativa, che ospitò ben 4000 sfollati sambenedettesi.

## Commemorazioni
Ogni anno, in occasione dell'anniversario del bombardamento del 27 Novembre 1943, si tiene a San Benedetto del Tronto una cerimonia commemorativa in Piazza Giuseppe Sacconi, nel centro storico del Paese Alto. Una corona d'alloro viene deposta presso il monumento dedicato alle vittime del bombardamento.
Annualmente nel mese di novembre in Piazza Nardone, si svolge la commemorazione in ricordo del Maresciallo Luciano Nardone e dell'appuntato Isaia Ceci.
Ogni anno il 12 giugno, si effettua una cerimonia nel quartiere Ponterotto, in ricordo dell’eccidio di due concittadini Neutro Spinozzi, Salvatore Spinozzi e del brigadiere dei carabinieri Elio Fileni, in prossimità dei cippi a loro dedicati.